# Lista de deputados de Portugal (XV Legislatura)

Bandeira oficial da Assembleia da República Portuguesa.

Esta é uma lista dos deputados à Assembleia da República de Portugal, durante a XV Legislatura da Terceira República Portuguesa, ordenados por ordem de eleição em cada círculo eleitoral.
O início oficial da XV legislatura teve lugar a 29 de março de 2022, com a eleição do Presidente da Assembleia da República, Augusto Santos Silva.
Categorias de deputados (além dos eleitos efetivos e daqueles que suspenderam ou renunciaram ao mandato):
- "Efetivo Definitivo — Deputado que substituiu outro que tenha renunciado ao seu mandato"

- "Efetivo Temporário — Deputado que substitui outro Deputado que requereu a suspensão temporária do mandato"

- "Impedido — Deputado suplente que por motivo relevante da sua vida pessoal ou profissional não pode substituir temporariamente outros Deputados"

Os restantes deputados sem qualquer indicação foram eleitos diretamente e são considerados efetivos.
Fonte: Website da Assembleia da República
Não são incluídas as substituições ocasionais de deputados, habitualmente por um dia, para serem presentes a julgamento ou a audição como testemunhas em processo judicial.

## Deputados da XV Legislatura da Terceira República Portuguesa (2022-2024)

### PS - Grupo Parlamentar do Partido Socialista (120 deputados)
| |                                                          |                                                      |                                                                                         |                                                          |         |            |
| Grupo Parlamentar PS |                                                          |                                                      |                                                                                         |                                                          |         |            |
| Deputado (Nascimento–Morte) | Retrato                                                  | Início do mandato                                    | Fim do mandato                                                                          | Comissões parlamentares                                  | Partido | Partido    |
| Círculo dos Açores (3) |                                                          |                                                      |                                                                                         |                                                          |         |            |
| Francisco Miguel Vital Gomes do Vale César (1978–) |                                                          | 29 de março de 2022                                  | 25 de março de 2024                                                                     | CNECP CDN CTSSI (suplente)                               |         | Socialista |
| Sérgio Humberto Rocha de Ávila (1968–) |                                                          | 29 de março de 2022                                  | 25 de março de 2024                                                                     | CDN (suplente) COF CAP (suplente)                        |         | Socialista |
| Isabel Maria Duarte de Almeida Rodrigues (1965–) Mandato suspenso a partir de 02.05.2022 |                                                          | 29 de março de 2022                                  | 2 de maio de 2022 (tomou posse no XXIII Governo)                                        | —                                                        |         | Socialista |
| João Fernando Brum de Azevedo e Castro (1971–) Efetivo Temporário Renunciou ao mandato a 21.02.2024 |                                                          | 2 de maio de 2022                                    | 21 de fevereiro de 2024 (renunciou ao mandato)                                          | CAE (suplente) CAP CTED                                  |         | Socialista |
| Cláudia Sofia Viegas Cabrita (1983–) Efetiva Temporária |                                                          | 21 de fevereiro de 2024                              | 25 de março de 2024                                                                     | --                                                       |         | Socialista |
| Círculo de Aveiro (8) |                                                          |                                                      |                                                                                         |                                                          |         |            |
| Pedro Nuno de Oliveira Santos (1977–) Mandato suspenso de 29.03.2022 a 04.01.2023 Cessou funções no XXIII Governo a 04.01.2023 Mandato suspenso entre 04.01.2023 e 04.07.2023 Secretário-geral do PS a partir de 07.01.2024 |                                                          | 29 de março de 2022 (cessou funções no XXII Governo) | 30 de março de 2022 (tomou posse no XXIII Governo)                                      | —                                                        |         | Socialista |
| Pedro Nuno de Oliveira Santos (1977–) Mandato suspenso de 29.03.2022 a 04.01.2023 Cessou funções no XXIII Governo a 04.01.2023 Mandato suspenso entre 04.01.2023 e 04.07.2023 Secretário-geral do PS a partir de 07.01.2024 | 4 de julho de 2023 (fim da suspensão de mandato)         | 25 de março de 2024                                  | CAE COF (suplente)                                                                      |                                                          |         | Socialista |
| Cláudia Maria Cruz Santos (1971–) |                                                          | 29 de março de 2022                                  | 25 de março de 2024                                                                     | CACDLG CNECP CTED (suplente)                             |         | Socialista |
| Carlos Filipe de Andrade Neto Brandão (1968–) |                                                          | 29 de março de 2022                                  | 25 de março de 2024                                                                     | CAE (suplente) COF (presidente) CTED (suplente)          |         | Socialista |
| Porfírio Simões de Carvalho e Silva (1961–) |                                                          | 29 de março de 2022                                  | 25 de março de 2024                                                                     | CACDLG (suplente) CNECP (suplente) CEC                   |         | Socialista |
| Susana Alexandra Lopes Correia (1976–) |                                                          | 29 de março de 2022                                  | 25 de março de 2024                                                                     | CNECP (suplente) CAE (suplente) CS                       |         | Socialista |
| Hugo Daniel Matos Oliveira (1982–) |                                                          | 29 de março de 2022                                  | 25 de março de 2024                                                                     | CDN CEOPPH CTSSI (suplente)                              |         | Socialista |
| Joana Isabel Martins Rigueiro de Sá Pereira (1993–) |                                                          | 29 de março de 2022                                  | 25 de março de 2024                                                                     | CACDLG (coordenadora PS) CDN CTSSI (suplente)            |         | Socialista |
| Bruno Armando Aragão Henriques (1984–) |                                                          | 29 de março de 2022                                  | 25 de março de 2024                                                                     | CACDLG (suplente) CEC CCCJD (suplente)                   |         | Socialista |
| Rosa Maria Monteiro Venâncio (1960–) Efetiva Temporária |                                                          | 29 de março de 2022                                  | 4 de julho de 2023                                                                      | CEC CCCJD (suplente)                                     |         | Socialista |
| Círculo de Beja (2) |                                                          |                                                      |                                                                                         |                                                          |         |            |
| Pedro Nuno Raposo Prazeres do Carmo (1971–) |                                                          | 29 de março de 2022                                  | 25 de março de 2024                                                                     | COF (suplente) CAP (presidente)                          |         | Socialista |
| Nelson Domingos Brito (1975–) |                                                          | 29 de março de 2022                                  | 25 de março de 2024                                                                     | CEOPPH (suplente) CTSSI (suplente) CAEn (coordenador PS) |         | Socialista |
| Círculo de Braga (9) |                                                          |                                                      |                                                                                         |                                                          |         |            |
| José Luís Pereira Carneiro (1971–) Mandato suspenso a partir de 31.03.2022 |                                                          | 29 de março de 2022                                  | 31 de março de 2022 (tomou posse no XXIII Governo)                                      | —                                                        |         | Socialista |
| Maria Elisabete da Silva Duarte Matos (1964–) Mandato suspenso entre 30.03.2022 e 22.09.2022 Renunciou ao mandato a 22.09.2022                                                                                              |                                                          | 29 de março de 2022                                  | 30 de março de 2022 (suspendeu o mandato) 22 de setembro de 2022 (renunciou ao mandato) | —                                                        |         | Socialista |
| Joaquim Barroso de Almeida Barreto (1950–) |                                                          | 29 de março de 2022                                  | 25 de março de 2024                                                                     | CDN (suplente) CAP CAEn (suplente)                       |         | Socialista |
| Hugo Alexandre Polido Pires (1979–) Mandato suspenso a partir de 04.01.2023 |                                                          | 29 de março de 2022                                  | 4 de janeiro de 2023 (tomou posse no XXIII Governo)                                     | COF (suplente) CAEn CTED (suplente)                      |         | Socialista |
| Palmira Maciel Fernandes da Costa (1961–) |                                                          | 29 de março de 2022                                  | 25 de março de 2024                                                                     | CAP (suplente) CEC CAPOTPL (suplente)                    |         | Socialista |
| Luís Miguel de Freitas Marques Carvalho Soares (1983–) |                                                          | 29 de março de 2022                                  | 25 de março de 2024                                                                     | COF (suplente) CS (coordenador PS) CTSSI (suplente)      |         | Socialista |
| Eduardo Salvador da Costa Oliveira (1984–) |                                                          | 29 de março de 2022                                  | 25 de março de 2024                                                                     | CS CCCJD (suplente) CAPOTPL (suplente)                   |         | Socialista |
| Anabela Pimenta de Lima de Deus Real (1966–) |                                                          | 29 de março de 2022                                  | 25 de março de 2024                                                                     | CACDLG CNECP CTED (suplente)                             |         | Socialista |
| Pompeu Miguel Noval da Rocha Martins (1969–) |                                                          | 29 de março de 2022                                  | 25 de março de 2024                                                                     | CEC CCCJD                                                |         | Socialista |
| Gilberto António Sousa dos Anjos (1981–) Efetivo Temporário entre 31.03.2022 e 22.09.2022 Efetivo Definitivo a partir de 22.09.2022                                                                                         |                                                          | 31 de março de 2022                                  | 25 de março de 2024                                                                     | CAP (suplente) CTSSI CAPOTPL (suplente)                  |         | Socialista |
| Irene Manuela Ferreira da Costa (1972–) Efetiva Temporária |                                                          | 30 de março de 2022                                  | 25 de março de 2024                                                                     | CS CTSSI (suplente) CAPOTPL (suplente)                   |         | Socialista |
| Diogo Rocha Cunha (1991–) Efetivo Temporário |                                                          | 4 de janeiro de 2023                                 | 25 de março de 2024                                                                     | COF CEC (suplente) CAEn CTED (suplente)                  |         | Socialista |
| Círculo de Bragança (2) |                                                          |                                                      |                                                                                         |                                                          |         |            |
| João Alberto Sobrinho Teixeira (1961–) Mandato suspenso de 29.03.2022 a 31.03.2022 |                                                          | 31 de março de 2022 (cessou funções no XXII Governo) | 25 de março de 2024                                                                     | CEOPPH (suplente) CAP (suplente) CAPOTPL                 |         | Socialista |
| Berta Ferreira Milheiro Nunes (1955–) Mandato suspenso de 29.03.2022 a 31.03.2022 |                                                          | 31 de março de 2022 (cessou funções no XXII Governo) | 25 de março de 2024                                                                     | CAP CS (suplente) CAPOTPL (suplente)                     |         | Socialista |
| Jorge Manuel Nogueiro Gomes (1951–) Efetivo Temporário |                                                          | 29 de março de 2022                                  | 31 de março de 2022                                                                     | —                                                        |         | Socialista |
| Catarina Afonso Pinto (1993–) Efetiva Temporária |                                                          | 29 de março de 2022                                  | 31 de março de 2022                                                                     | —                                                        |         | Socialista |
| Círculo de Castelo Branco (3) |                                                          |                                                      |                                                                                         |                                                          |         |            |
| Ana Maria Pereira Abrunhosa Trigueiros de Aragão (1970–) Mandato suspenso a partir de 29.03.2022 |                                                          | 29 de março de 2022 (cessou funções no XXII Governo) | 30 de março de 2022 (tomou posse no XXIII Governo)                                      | —                                                        |         | Socialista |
| João Paulo Marçal Lopes Catarino (1969–) Mandato suspenso a partir de 29.03.2022 |                                                          | 29 de março de 2022 (cessou funções no XXII Governo) | 30 de março de 2022 (tomou posse no XXIII Governo)                                      | —                                                        |         | Socialista |
| Nuno Jorge Cardona Fazenda de Almeida (1976–) Mandato suspenso a partir de 02.12.2022 |                                                          | 29 de março de 2022                                  | 2 de dezembro de 2022 (tomou posse no XXIII Governo)                                    | CEOPPH CEC (suplente) CAEn                               |         | Socialista |
| Paula Maria Fernandes Custódio Reis (1975–) Efetiva Temporária |                                                          | 29 de março de 2022                                  | 25 de março de 2024                                                                     | CAP (suplente) CTSSI CCCJD (suplente)                    |         | Socialista |
| Tiago Soares Monteiro (1996–) Efetivo Temporário |                                                          | 29 de março de 2022                                  | 25 de março de 2024                                                                     | CS (suplente) CCCJD CAPOTPL (suplente)                   |         | Socialista |
| José Pedro Leitão Ferreira (1967–) Efetivo Temporário |                                                          | 2 de dezembro de 2022                                | 25 de março de 2024                                                                     | CEOPPH (suplente) CEC (suplente) CAEn                    |         | Socialista |
| Círculo de Coimbra (6) |                                                          |                                                      |                                                                                         |                                                          |         |            |
| Marta Alexandra Fartura Braga Temido de Almeida Simões (1974–) Mandato suspenso de 29.03.2022 a 10.09.2022 |                                                          | 29 de março de 2022 (cessou funções no XXII Governo) | 30 de março de 2022 (tomou posse no XXIII Governo)                                      | —                                                        |         | Socialista |
| Marta Alexandra Fartura Braga Temido de Almeida Simões (1974–) Mandato suspenso de 29.03.2022 a 10.09.2022 | 10 de setembro de 2022 (cessou funções no XXIII Governo) | 25 de março de 2024                                  | CACDLG CTED                                                                             |                                                          |         | Socialista |
| Pedro Artur Barreirinhas Sales Guedes Coimbra (1973–) |                                                          | 29 de março de 2022                                  | 25 de março de 2024                                                                     | CDN (suplente) COF (suplente) CEOPPH                     |         | Socialista |
| Tiago Estevão Martins (1989–) |                                                          | 29 de março de 2022                                  | 25 de março de 2024                                                                     | CNECP (suplente) CDN (suplente) CEC (coordenador PS)     |         | Socialista |
| Raquel de Fátima Cardoso Ferreira (1969–) |                                                          | 29 de março de 2022                                  | 25 de março de 2024                                                                     | CACDLG (suplente) CAEn CTED                              |         | Socialista |
| José Carlos Alexandrino Mendes (1955–) |                                                          | 29 de março de 2022                                  | 25 de março de 2024                                                                     | CEC (suplente) CAPOTPL                                   |         | Socialista |
| Ricardo Manuel Garrido Lino (1981–) |                                                          | 29 de março de 2022                                  | 25 de março de 2024                                                                     | CNECP (suplente) CDN CAPOTPL                             |         | Socialista |
| Rosa Isabel Cruz (1970–) Efetiva Temporária |                                                          | 29 de março de 2022                                  | 10 de setembro de 2022                                                                  | —                                                        |         | Socialista |
| Círculo da Europa (2) |                                                          |                                                      |                                                                                         |                                                          |         |            |
| Paulo Alexandre de Carvalho Pisco (1961–) |                                                          | 29 de março de 2022                                  | 25 de março de 2024                                                                     | CNECP (coordenador PS) CTED                              |         | Socialista |
| Natália Teixeira de Oliveira (1977–) |                                                          | 29 de março de 2022                                  | 25 de março de 2024                                                                     | CACDLG (suplente) CNECP CAE                              |         | Socialista |
| Círculo de Évora (2) |                                                          |                                                      |                                                                                         |                                                          |         |            |
| Luís Manuel Capoulas Santos (1951–) |                                                          | 29 de março de 2022                                  | 25 de março de 2024                                                                     | CNECP (suplente) CAE (presidente) CTED (suplente)        |         | Socialista |
| Norberto António Lopes Patinho (1954–) |                                                          | 29 de março de 2022                                  | 25 de março de 2024                                                                     | CEOPPH (suplente) CAP CAPOTPL                            |         | Socialista |
| Círculo de Faro (5) |                                                          |                                                      |                                                                                         |                                                          |         |            |
| Jamila Bárbara Madeira e Madeira (1975–) |                                                          | 29 de março de 2022                                  | 25 de março de 2024                                                                     | CNECP (suplente) CAE (suplente) COF                      |         | Socialista |
| Jorge Manuel do Nascimento Botelho (1967–) Mandato suspenso de 29.03.2022 a 31.03.2022 |                                                          | 31 de março de 2022 (cessou funções no XXII Governo) | 25 de março de 2024                                                                     | CDN (suplente) CEOPPH CS (suplente)                      |         | Socialista |
| Luís Miguel da Graça Nunes (1972–) |                                                          | 29 de março de 2022                                  | 25 de março de 2024                                                                     | CAP CAEn (suplente) CCCJD (presidente)                   |         | Socialista |
| Isabel Cristina Andrez Guerreiro Bica (1964–) |                                                          | 29 de março de 2022                                  | 25 de março de 2024                                                                     | CACDLG (suplente) CEC (suplente) CAPOTPL                 |         | Socialista |
| Francisco José Pereira de Oliveira (1961–) |                                                          | 29 de março de 2022                                  | 25 de março de 2024                                                                     | CACDLG CNECP (suplente) CTED (coordenador PS)            |         | Socialista |
| Tatiana Henriques Homem de Gouveia (1981–) Efetiva Temporária |                                                          | 29 de março de 2022                                  | 31 de março de 2022                                                                     | —                                                        |         | Socialista |
| Círculo de Fora da Europa (1) |                                                          |                                                      |                                                                                         |                                                          |         |            |
| Augusto Ernesto Santos Silva (1956–) Presidente da Assembleia da República |                                                          | 29 de março de 2022                                  | 25 de março de 2024                                                                     | —                                                        |         | Socialista |
| Círculo da Guarda (2) |                                                          |                                                      |                                                                                         |                                                          |         |            |
| Ana Manuel Jerónimo Lopes Correia Mendes Godinho (1972–) Mandato suspenso a partir de 29.03.2022 |                                                          | 29 de março de 2022 (cessou funções no XXII Governo) | 30 de março de 2022 (tomou posse no XXIII Governo)                                      | —                                                        |         | Socialista |
| António Hermínio Carvalho Monteirinho (1969–) |                                                          | 29 de março de 2022                                  | 25 de março de 2024                                                                     | CAP (suplente) CS (suplente) CAEn                        |         | Socialista |
| Cristina Maria Figueiredo Almeida de Sousa (1966–) Efetiva Temporária |                                                          | 29 de março de 2022                                  | 25 de março de 2024                                                                     | CTSSI CCCJD (suplente)                                   |         | Socialista |
| Círculo de Leiria (5) |                                                          |                                                      |                                                                                         |                                                          |         |            |
| António Lacerda Sales (1962–) Mandato suspenso de 29.03.2022 a 10.09.2022 |                                                          | 29 de março de 2022 (cessou funções no XXII Governo) | 30 de março de 2022 (tomou posse no XXIII Governo)                                      | —                                                        |         | Socialista |
| António Lacerda Sales (1962–) Mandato suspenso de 29.03.2022 a 10.09.2022 | 10 de setembro de 2022 (cessou funções no XXIII Governo) | 25 de março de 2024                                  | CAE CAP (suplente)                                                                      |                                                          |         | Socialista |
| Eurico Jorge Nogueira Leite Brilhante Dias (1972–) Líder do Grupo Parlamentar do PS |                                                          | 29 de março de 2022                                  | 25 de março de 2024                                                                     | CTED (suplente)                                          |         | Socialista |
| Catarina Teresa Rola Sarmento e Castro (1970–) Mandato suspenso a partir de 29.03.2022 |                                                          | 29 de março de 2022 (cessou funções no XXII Governo) | 30 de março de 2022 (tomou posse no XXIII Governo)                                      | —                                                        |         | Socialista |
| Sara Maria Belo Velez (1973–) |                                                          | 29 de março de 2022                                  | 25 de março de 2024                                                                     | CDN (suplente) CS (suplente) CCCJD                       |         | Socialista |
| Salvador Portugal Formiga (1975–) |                                                          | 29 de março de 2022                                  | 25 de março de 2024                                                                     | CEOPPH CAP CAEn (suplente)                               |         | Socialista |
| Jorge Gabriel Duarte Catana Monteiro Martins (1965–) Efetivo Temporário |                                                          | 29 de março de 2022                                  | 25 de março de 2024                                                                     | CS (suplente) CTSSI CAEn (suplente)                      |         | Socialista |
| Cláudia Cristina Avelar Santos (1978–) Efetiva Temporária |                                                          | 29 de março de 2022                                  | 10 de setembro de 2022                                                                  | —                                                        |         | Socialista |
| Círculo de Lisboa (21) |                                                          |                                                      |                                                                                         |                                                          |         |            |
| António Luís Santos da Costa (1961–) Secretário-geral do PS até 07.01.2024 Mandato suspenso a partir de 29.03.2022 |                                                          | 29 de março de 2022 (cessou funções no XXII Governo) | 30 de março de 2022 (tomou posse no XXIII Governo)                                      | —                                                        |         | Socialista |
| Edite de Fátima Santos Marreiros Estrela (1949–) Vice-presidente da Assembleia da República |                                                          | 29 de março de 2022                                  | 25 de março de 2024                                                                     | CACDLG (suplente) CNECP CAE                              |         | Socialista |
| Mariana Guimarães Vieira da Silva (1978–) Mandato suspenso a partir de 29.03.2022 |                                                          | 29 de março de 2022 (cessou funções no XXII Governo) | 30 de março de 2022 (tomou posse no XXIII Governo)                                      | —                                                        |         | Socialista |
| José Duarte Piteira Rica Silvestre Cordeiro (1979–) Mandato suspenso a partir de 29.03.2022 |                                                          | 29 de março de 2022 (cessou funções no XXII Governo) | 30 de março de 2022 (tomou posse no XXIII Governo)                                      | —                                                        |         | Socialista |
| Fernando Medina Maciel Almeida Correia (1973–) Mandato suspenso a partir de 31.03.2022 |                                                          | 29 de março de 2022                                  | 31 de março de 2022 (tomou posse no XXIII Governo)                                      | —                                                        |         | Socialista |
| Graça Maria da Fonseca Caetano Gonçalves (1971–) Mandato suspenso de 31.03.2022 a 29.06.2022 Renunciou ao mandato a 29.06.2022                                                                                              |                                                          | 29 de março de 2022 (cessou funções no XXII Governo) | 31 de março de 2022 (suspendeu o mandato) 29 de junho de 2022 (renunciou ao mandato)    | —                                                        |         | Socialista |
| Miguel de Oliveira Pires da Costa de Matos (1994–) |                                                          | 29 de março de 2022                                  | 25 de março de 2024                                                                     | COF CAEn (suplente) CCCJD                                |         | Socialista |
| Sérgio Alexandrino Monteiro do Monte (1956–) |                                                          | 29 de março de 2022                                  | 25 de março de 2024                                                                     | CNECP (suplente) CDN (suplente) CTSSI                    |         | Socialista |
| Maria da Luz Gameiro Beja Ferreira Rosinha (1948–) Secretária da Mesa da Assembleia da República |                                                          | 29 de março de 2022                                  | 25 de março de 2024                                                                     | CDN CTSSI (suplente) CAPOTPL                             |         | Socialista |
| Marcos da Cunha e Lorena Perestrello de Vasconcelos (1971–) |                                                          | 29 de março de 2022                                  | 25 de março de 2024                                                                     | CDN (presidente) COF (suplente)                          |         | Socialista |
| João Saldanha de Azevedo Galamba (1976–) Mandato suspenso de 29.03.2022 a 14.11.2023 |                                                          | 29 de março de 2022 (cessou funções no XXII Governo) | 30 de março de 2022 (tomou posse no XXIII Governo)                                      | —                                                        |         | Socialista |
| João Saldanha de Azevedo Galamba (1976–) Mandato suspenso de 29.03.2022 a 14.11.2023 | 14 de novembro de 2023 (cessou funções no XXIII Governo) | 25 de março de 2024                                  | CS CCCJD (suplente)                                                                     |                                                          |         | Socialista |
| Susana de Fátima Carvalho Amador (1967–) |                                                          | 29 de março de 2022                                  | 25 de março de 2024                                                                     | CACDLG (suplente) CEC (suplente) CAPOTPL                 |         | Socialista |
| Sérgio Paulo Mendes de Sousa Pinto (1972–) |                                                          | 29 de março de 2022                                  | 25 de março de 2024                                                                     | CNECP (presidente) CTED (suplente)                       |         | Socialista |
| Ana Sofia Pedroso Lopes Antunes (1981–) Mandato suspenso a partir de 29.03.2022 |                                                          | 29 de março de 2022 (cessou funções no XXII Governo) | 30 de março de 2022 (tomou posse no XXIII Governo)                                      | —                                                        |         | Socialista |
| Pedro Filipe Mota Delgado Simões Alves (1980–) |                                                          | 29 de março de 2022                                  | 25 de março de 2024                                                                     | CACDLG CCCJD (suplente) CTED                             |         | Socialista |
| Maria de Fátima de Jesus Fonseca (1969–) Mandato suspenso de 29.03.2022 a 10.09.2022 |                                                          | 29 de março de 2022 (cessou funções no XXII Governo) | 30 de março de 2022 (tomou posse no XXIII Governo)                                      | —                                                        |         | Socialista |
| Maria de Fátima de Jesus Fonseca (1969–) Mandato suspenso de 29.03.2022 a 10.09.2022 | 10 de setembro de 2022 (cessou funções no XXIII Governo) | 25 de março de 2024                                  | CACDLG (suplente) CTSSI (suplente) CAPOTPL                                              |                                                          |         | Socialista |
| Isabel de Lima Mayer Alves Moreira (1976–) |                                                          | 29 de março de 2022                                  | 25 de março de 2024                                                                     | CACDLG CTED                                              |         | Socialista |
| Pedro Miguel de Sousa Barrocas Martinho Cegonho (1978–) |                                                          | 29 de março de 2022                                  | 25 de março de 2024                                                                     | CAE (suplente) CAPOTPL (coordenador PS) CTED (suplente)  |         | Socialista |
| Romualda Maria da Conceição Martins Nunes Fernandes (1954–) |                                                          | 29 de março de 2022                                  | 25 de março de 2024                                                                     | CACDLG CNECP CAE (suplente)                              |         | Socialista |
| Miguel Filipe Pardal Cabrita (1976–) Mandato suspenso de 29.03.2022 a 31.03.2022 |                                                          | 31 de março de 2022 (cessou funções no XXII Governo) | 25 de março de 2024                                                                     | COF (coordenador PS) CTSSI (suplente)                    |         | Socialista |
| Rita Mafalda Nobre Borges Madeira (1972–) |                                                          | 29 de março de 2022                                  | 25 de março de 2024                                                                     | CAE (suplente) CTSSI CTED                                |         | Socialista |
| João Miguel Maçarico Nicolau (1988–) Efetivo Temporário de 29.03.2022 a 29.06.2022 Efetivo Definitivo a partir de 29.06.2022                                                                                                |                                                          | 29 de março de 2022                                  | 25 de março de 2024                                                                     | CDN (suplente) CAP (coordenador PS) CAEn (suplente)      |         | Socialista |
| Ricardo Jorge Monteiro Lima (1983–) Efetivo Temporário |                                                          | 29 de março de 2022                                  | 25 de março de 2024                                                                     | CEOPPH (suplente) CCCJD (suplente) CAPOTPL               |         | Socialista |
| Vera Lúcia Raimundo Braz dos Santos (1986–) Efetiva Temporária |                                                          | 29 de março de 2022                                  | 25 de março de 2024                                                                     | COF CEOPPH (suplente) CAEn                               |         | Socialista |
| Diogo Feijóo Leão Campos Rodrigues (1986–) Efetivo Temporário |                                                          | 29 de março de 2022                                  | 25 de março de 2024                                                                     | CNECP (suplente) CDN (coordenador PS) CCCJD (suplente)   |         | Socialista |
| Pedro Miguel Machado Anastácio (1993–) Efetivo Temporário |                                                          | 29 de março de 2022                                  | 25 de março de 2024                                                                     | CACDLG CEOPPH (suplente)                                 |         | Socialista |
| Cristina Maria da Fonseca Santos Bacelar Begonha (1989–) Efetiva Temporária |                                                          | 29 de março de 2022                                  | 25 de março de 2024                                                                     | CEOPPH CEC (suplente) CTSSI (suplente)                   |         | Socialista |
| Paulo Jorge Duarte Marques (1970–) Efetivo Temporário de 29.03.2022 a 14.11.2023 |                                                          | 29 de março de 2022                                  | 14 de novembro de 2023                                                                  | CS CAEn (suplente) CCCJD (suplente)                      |         | Socialista |
| Alexandra Nunes Esteves Tavares de Moura (1969–) Efetiva Temporária de 29.03.2022 a 10.09.2022 |                                                          | 29 de março de 2022                                  | 10 de setembro de 2022                                                                  | ——                                                       |         | Socialista |
| Círculo da Madeira (3) |                                                          |                                                      |                                                                                         |                                                          |         |            |
| Carlos João Pereira (1969–) |                                                          | 29 de março de 2022                                  | 25 de março de 2024                                                                     | COF CEOPPH CTED (suplente)                               |         | Socialista |
| José Miguel Mafra Iglésias (1983–) |                                                          | 29 de março de 2022                                  | 25 de março de 2024                                                                     | CNECP CAE COF (suplente)                                 |         | Socialista |
| Marta Luísa de Freitas (1980–) |                                                          | 29 de março de 2022                                  | 25 de março de 2024                                                                     | CACDLG (suplente) CDN CTSSI                              |         | Socialista |
| Círculo de Portalegre (2) |                                                          |                                                      |                                                                                         |                                                          |         |            |
| Ricardo Miguel Furtado Pinheiro (1980–) |                                                          | 31 de março de 2022 (cessou funções no XXII Governo) | 25 de março de 2024                                                                     | CEOPPH (suplente) CAP (suplente) CAEn                    |         | Socialista |
| Eduardo Miguel Oliveira Alves (1993–) |                                                          | 29 de março de 2022                                  | 25 de março de 2024                                                                     | CEC CS (suplente) CAPOTPL (suplente)                     |         | Socialista |
| Martina Pires Marcelino de Jesus (1965–) Efetiva Temporária |                                                          | 29 de março de 2022                                  | 31 de março de 2022                                                                     | —                                                        |         | Socialista |
| Círculo do Porto (19) |                                                          |                                                      |                                                                                         |                                                          |         |            |
| Alexandre Tiedke Quintanilha (1945–) Mandato suspenso entre 02.01.2023 e 01.03.2023 |                                                          | 29 de março de 2022                                  | 2 de janeiro de 2023 (início da suspensão de mandato)                                   | CACDLG (suplente) CEC (presidente)                       |         | Socialista |
| Alexandre Tiedke Quintanilha (1945–) Mandato suspenso entre 02.01.2023 e 01.03.2023 | 1 de março de 2023 (fim da suspensão de mandato)         | 25 de março de 2024                                  | CEC (presidente)                                                                        |                                                          |         | Socialista |
| Maria do Rosário Gambôa Lopes de Carvalho (1956–) |                                                          | 29 de março de 2022                                  | 25 de março de 2024                                                                     | CAE CEC (suplente) CCCJD                                 |         | Socialista |
| João Pedro Soeiro de Matos Fernandes (1967–) Mandato suspenso entre 29.03.2022 e 31.03.2022 Renunciou ao mandato a 12.09.2022                                                                                               |                                                          | 31 de março de 2022 (cessou funções no XXII Governo) | 12 de setembro de 2022 (renunciou ao mandato)                                           | —                                                        |         | Socialista |
| Maria Isabel Solnado Porto Oneto (1959–) Mandato suspenso a partir de 31.03.2022 |                                                          | 29 de março de 2022                                  | 31 de março de 2022 (tomou posse no XXIII Governo)                                      | —                                                        |         | Socialista |
| João Paulo Moreira Correia (1976–) Mandato suspenso a partir de 31.03.2022 |                                                          | 29 de março de 2022                                  | 31 de março de 2022 (tomou posse no XXIII Governo)                                      | —                                                        |         | Socialista |
| Ana Paula Mata Bernardo (1968–) |                                                          | 29 de março de 2022                                  | 25 de março de 2024                                                                     | CAE (suplente) COF CTSSI                                 |         | Socialista |
| João Veloso da Silva Torres (1986–) Mandato suspenso entre 29.03.2022 e 31.03.2022 |                                                          | 31 de março de 2022 (cessou funções no XXII Governo) | 25 de março de 2024                                                                     | CDN (suplente) CAE (suplente)                            |         | Socialista |
| Tiago Barbosa Ribeiro (1983–) |                                                          | 29 de março de 2022                                  | 25 de março de 2024                                                                     | CAE (suplente) CTSSI (coordenador PS) CAEn (suplente)    |         | Socialista |
| Cristina Maria Mendes da Silva (1966–) |                                                          | 29 de março de 2022                                  | 25 de março de 2024                                                                     | CACDLG (suplente) CAE CTSSI                              |         | Socialista |
| Eduardo Nuno Rodrigues e Pinheiro (1979–) Mandato suspenso a partir de 29.03.2022 |                                                          | 29 de março de 2022 (cessou funções no XXII Governo) | 30 de março de 2022 (tomou posse no XXIII Governo)                                      | —                                                        |         | Socialista |
| Hugo Miguel Costa Carvalho (1987–) |                                                          | 29 de março de 2022                                  | 25 de março de 2024                                                                     | CEOPPH CAEn (suplente) CCCJD (suplente)                  |         | Socialista |
| Joana Fernanda Ferreira Lima (1963–) |                                                          | 29 de março de 2022                                  | 25 de março de 2024                                                                     | COF (suplente) CS CAEn (suplente)                        |         | Socialista |
| Rui Carlos Morais Lage (1975–) |                                                          | 29 de março de 2022                                  | 25 de março de 2024                                                                     | CDN (suplente) CAE CAEn                                  |         | Socialista |
| Carlos Alberto Silva Brás (1968–) |                                                          | 29 de março de 2022                                  | 25 de março de 2024                                                                     | CAE COF CAPOTPL (suplente)                               |         | Socialista |
| Patrícia Monte Pinto Ribeiro Faro (1972–) |                                                          | 29 de março de 2022                                  | 25 de março de 2024                                                                     | CACDLG CAE (suplente) CS (suplente)                      |         | Socialista |
| Carla Alexandra Magalhães de Sousa (1970–) |                                                          | 29 de março de 2022                                  | 25 de março de 2024                                                                     | CEC (suplente) CCCJD (coordenadora PS) CTED (suplente)   |         | Socialista |
| Miguel dos Santos Rodrigues (1994–) |                                                          | 29 de março de 2022                                  | 25 de março de 2024                                                                     | CDN COF (suplente) CS                                    |         | Socialista |
| Isabel Sofia Alves de Andrade (1988–) |                                                          | 29 de março de 2022                                  | 25 de março de 2024                                                                     | CEOPPH (suplente) CS CTED                                |         | Socialista |
| José Carlos Ribeiro Barbosa (1983–) |                                                          | 29 de março de 2022                                  | 25 de março de 2024                                                                     | CEOPPH CAEn (suplente)                                   |         | Socialista |
| Paulo César Araújo Correia (1987–) Efetivo Temporário de 29.03.2022 a 12.09.2022 Efetivo Definitivo a partir de 12.09.2022                                                                                                  |                                                          | 29 de março de 2022                                  | 25 de março de 2024                                                                     | CACDLG CTED                                              |         | Socialista |
| Maria João de Abreu Mena Guimarães e Castro (1965–) Efetiva Temporária |                                                          | 31 de março de 2022                                  | 25 de março de 2024                                                                     | CNECP (suplente) CEC (suplente) CCCJD                    |         | Socialista |
| António Pedro Teixeira de Castro Lopes Faria (1973–) Efetivo Temporário |                                                          | 31 de março de 2022                                  | 25 de março de 2024                                                                     | CEOPPH (suplente) CCCJD CAPOTPL (suplente)               |         | Socialista |
| Catarina Maria Moreira das Neves Lobo (1985–) Efetiva Temporária |                                                          | 12 de setembro de 2022                               | 25 de março de 2024                                                                     | CEC CTSSI CCCJD (suplente)                               |         | Socialista |
| Marlene Cristina Mendes Teixeira (1988–) Efetiva Temporária |                                                          | 2 de janeiro de 2023                                 | 1 de março de 2023                                                                      | —                                                        |         | Socialista |
| Círculo de Santarém (5) |                                                          |                                                      |                                                                                         |                                                          |         |            |
| Alexandra Ludomila Ribeiro Fernandes Leitão (1973–) Mandato suspenso entre 29.03.2022 e 31.03.2022 |                                                          | 31 de março de 2022 (cessou funções no XXII Governo) | 25 de março de 2024                                                                     | CACDLG CAE (suplente) CTED (presidente)                  |         | Socialista |
| Hugo Miguel Carvalheiro dos Santos Costa (1983–) |                                                          | 29 de março de 2022                                  | 25 de março de 2024                                                                     | COF CEOPPH (coordenador PS) CAP (suplente)               |         | Socialista |
| Maria do Céu de Oliveira Antunes (1970–) Mandato suspenso a partir de 29.03.2022 |                                                          | 29 de março de 2022 (cessou funções no XXII Governo) | 30 de março de 2022 (tomou posse no XXIII Governo)                                      | —                                                        |         | Socialista |
| Mara Lúcia Lagriminha Coelho (1985–) |                                                          | 29 de março de 2022                                  | 25 de março de 2024                                                                     | CS (suplente) CTSSI (suplente) CCCJD                     |         | Socialista |
| Manuel António dos Santos Afonso (1950–) |                                                          | 29 de março de 2022                                  | 25 de março de 2024                                                                     | CDN CAP (suplente)                                       |         | Socialista |
| Francisco Fernandes Dinis (1990–) Efetivo Temporário |                                                          | 29 de março de 2022                                  | 25 de março de 2024                                                                     | CDN (suplente) CAEn CCCJD                                |         | Socialista |
| Fernanda Maria Pereira Asseiceira (1961–) Efetiva Temporária |                                                          | 29 de março de 2022                                  | 31 de março de 2022                                                                     | —                                                        |         | Socialista |
| Círculo de Setúbal (10) |                                                          |                                                      |                                                                                         |                                                          |         |            |
| Ana Catarina Veiga dos Santos Mendonça Mendes (1973–) Mandato suspenso a partir de 31.03.2022 |                                                          | 29 de março de 2022                                  | 31 de março de 2022 (tomou posse no XXIII Governo)                                      | —                                                        |         | Socialista |
| João Titterington Gomes Cravinho (1964–) Mandato suspenso a partir de 29.03.2022 |                                                          | 29 de março de 2022 (cessou funções no XXII Governo) | 30 de março de 2022 (tomou posse no XXIII Governo)                                      | —                                                        |         | Socialista |
| Eurídice Maria de Sousa Pereira (1962–) |                                                          | 29 de março de 2022                                  | 25 de março de 2024                                                                     | CACDLG (suplente) CS (suplente) CAPOTPL                  |         | Socialista |
| Jorge Filipe Teixeira Seguro Sanches (1965–) Mandato suspenso entre 29.03.2022 e 31.03.2022 |                                                          | 31 de março de 2022 (cessou funções no XXII Governo) | 25 de março de 2024                                                                     | CAE COF (suplente) CS                                    |         | Socialista |
| António Manuel Veiga dos Santos Mendonça Mendes (1976–) Mandato suspenso a partir de 29.03.2022 |                                                          | 29 de março de 2022 (cessou funções no XXII Governo) | 30 de março de 2022 (tomou posse no XXIII Governo)                                      | —                                                        |         | Socialista |
| Maria Antónia Moreno Areias de Almeida Santos (1962–) |                                                          | 29 de março de 2022                                  | 25 de março de 2024                                                                     | CACDLG (suplente) CNECP (suplente) CS                    |         | Socialista |
| André Alexandre Pinotes Batista (1984–) |                                                          | 29 de março de 2022                                  | 25 de março de 2024                                                                     | CDN (suplente) CEOPPH CAEn (suplente)                    |         | Socialista |
| Clarisse Maria Gaudino Veredas Campos (1963–) |                                                          | 29 de março de 2022                                  | 25 de março de 2024                                                                     | CAP CCCJD (suplente) CAPOTPL (suplente)                  |         | Socialista |
| Fernando Miguel Catarino José (1972–) |                                                          | 29 de março de 2022                                  | 25 de março de 2024                                                                     | CEC CTSSI CTED (suplente)                                |         | Socialista |
| Ivan Costa Gonçalves (1987–) |                                                          | 29 de março de 2022                                  | 25 de março de 2024                                                                     | CNECP COF CEOPPH (suplente)                              |         | Socialista |
| Bárbara Andreia Gonçalves Dias (1992–) Efetiva Temporária Mandato suspenso de 30.03.2022 a 26.03.2023 |                                                          | 29 de março de 2022                                  | 30 de março de 2022 (início da suspensão de mandato)                                    | —                                                        |         | Socialista |
| Bárbara Andreia Gonçalves Dias (1992–) Efetiva Temporária Mandato suspenso de 30.03.2022 a 26.03.2023 | 26 de março de 2023 (fim da suspensão de mandato)        | 25 de março de 2024                                  | CEC (suplente) CAEn CCCJD                                                               |                                                          |         | Socialista |
| Gil Manuel Antunes Figueiredo Costa (1974–) Efetivo Temporário Mandato suspenso de 14.06.2022 a 14.07.2022 |                                                          | 29 de março de 2022                                  | 14 de junho de 2022                                                                     | —                                                        |         | Socialista |
| Gil Manuel Antunes Figueiredo Costa (1974–) Efetivo Temporário Mandato suspenso de 14.06.2022 a 14.07.2022 | 14 de julho de 2022                                      | 25 de março de 2024                                  | CNECP CAP (suplente) CEC (suplente)                                                     |                                                          |         | Socialista |
| Ana Isabel Correia dos Santos (1975–) Efetiva Temporária |                                                          | 29 de março de 2022                                  | 25 de março de 2024                                                                     | CEC CS CTSSI (suplente)                                  |         | Socialista |
| Eunice Maria Cândido Pratas (1992–) Efetiva Temporária |                                                          | 30 de março de 2022                                  | 26 de março de 2023                                                                     | CNECP CEC (suplente) CAEn                                |         | Socialista |
| António Hugo Lindo dos Santos Caracol (1977–) Efetivo Temporário |                                                          | 14 de junho de 2022                                  | 14 de julho de 2022                                                                     | —                                                        |         | Socialista |
| Círculo de Viana do Castelo (3) |                                                          |                                                      |                                                                                         |                                                          |         |            |
| Tiago Brandão Rodrigues (1977–) Mandato suspenso entre 29.03.2022 e 31.03.2022 |                                                          | 31 de março de 2022 (cessou funções no XXII Governo) | 25 de março de 2024                                                                     | CNECP (suplente) COF (suplente) CAEn (presidente)        |         | Socialista |
| Marina Sola Gonçalves (1988–) Mandato suspenso a partir de 29.03.2022 |                                                          | 29 de março de 2022 (cessou funções no XXII Governo) | 30 de março de 2022 (tomou posse no XXIII Governo)                                      | —                                                        |         | Socialista |
| José Maria da Cunha Costa (1961–) Mandato suspenso a partir de 31.03.2022 |                                                          | 29 de março de 2022                                  | 31 de março de 2022 (tomou posse no XXIII Governo)                                      | —                                                        |         | Socialista |
| Anabela de Jesus Sousa Rodrigues (1972–) Efetiva Temporária |                                                          | 29 de março de 2022                                  | 25 de março de 2024                                                                     | CEC (suplente) CS CCCJD (suplente)                       |         | Socialista |
| Dora Maria Ramos de Abreu Brandão Machado Cruz (1962–) Efetiva Temporária |                                                          | 29 de março de 2022                                  | 25 de março de 2024                                                                     | CDN CAP CTED (suplente)                                  |         | Socialista |
| Círculo de Vila Real (3) |                                                          |                                                      |                                                                                         |                                                          |         |            |
| Francisco José Ferreira da Rocha (1967–) Renunciou ao mandato a 27.03.2023 |                                                          | 29 de março de 2022                                  | 27 de março de 2023 (renunciou ao mandato)                                              | CAP CAEn (suplente)                                      |         | Socialista |
| Fátima Liliana Fontes Correia Pinto (1984–) |                                                          | 29 de março de 2022                                  | 25 de março de 2024                                                                     | CEOPPH CS (suplente)                                     |         | Socialista |
| Agostinho Gonçalves Alves da Santa (1957–) Mandato suspenso entre 27.11.2023 e 04.01.2024 |                                                          | 29 de março de 2022                                  | 27 de novembro de 2023 (início da suspensão de mandato)                                 | CAP CEC CAPOTPL (suplente)                               |         | Socialista |
| Agostinho Gonçalves Alves da Santa (1957–) Mandato suspenso entre 27.11.2023 e 04.01.2024 | 4 de janeiro de 2024 (fim da suspensão de mandato)       | 25 de março de 2024                                  | CAP CEC CAPOTPL (suplente)                                                              |                                                          |         | Socialista |
| Susana Isabel Quintal Barroso (1993–) Efetiva Definitiva |                                                          | 27 de março de 2023                                  | 25 de março de 2024                                                                     | CDN COF (suplente) CAP                                   |         | Socialista |
| Carlos Fernando Costa Martins (1970–) Efetivo Temporário |                                                          | 27 de novembro de 2023                               | 4 de janeiro de 2024                                                                    | --                                                       |         | Socialista |
| Círculo de Viseu (4) |                                                          |                                                      |                                                                                         |                                                          |         |            |
| João Nuno Ferreira Gonçalves Azevedo (1974–) |                                                          | 29 de março de 2022                                  | 25 de março de 2024                                                                     | CNECP CAP (suplente) CAPOTPL                             |         | Socialista |
| Lúcia Fernanda Ferreira Araújo da Silva (1964–) |                                                          | 29 de março de 2022                                  | 25 de março de 2024                                                                     | CEC CS (suplente) CTED                                   |         | Socialista |
| José Rui Alves Duarte da Cruz (1966–) |                                                          | 29 de março de 2022                                  | 25 de março de 2024                                                                     | CEOPPH CAEn (suplente) CAPOTPL (suplente)                |         | Socialista |
| João Paulo de Loureiro Rebelo (1974–) Mandato suspenso entre 29.03.2022 e 31.03.2022 |                                                          | 31 de março de 2022 (cessou funções no XXII Governo) | 25 de março de 2024                                                                     | CAE (coordenador PS) COF (suplente) CEOPPH (suplente)    |         | Socialista |
| Maria da Graça da Mouta Silva Reis (1972–) Efetiva Temporária |                                                          | 29 de março de 2022                                  | 31 de março de 2022                                                                     | —                                                        |         | Socialista |

### PPD/PSD - Grupo Parlamentar do Partido Social Democrata (77 deputados 2022-2024; 75 deputados 2024-presente)
(A partir de 11.01.2024, em virtude da assunção do estatuto de deputado não inscrito por parte do deputado António Maló de Abreu, eleito pelo círculo Fora da Europa, o grupo parlamentar do PPD/PSD passou a ser composto por 76 deputados; A partir de 22.01.2024, em virtude da assunção do estatuto de deputado não inscrito por parte do deputado Rui Cristina, eleito pelo círculo de Faro, o grupo parlamentar do PPD/PSD passou a ser composto por 75 deputados.)
| |                                                       |                                               |                                                                                                  |                                                                           |         |                  |
| Grupo Parlamentar PPD/PSD |                                                       |                                               |                                                                                                  |                                                                           |         |                  |
| Deputado (Nascimento–Morte) | Retrato                                               | Início do mandato                             | Fim do mandato                                                                                   | Comissões parlamentares                                                   | Partido | Partido          |
| Círculo dos Açores (2) |                                                       |                                               |                                                                                                  |                                                                           |         |                  |
| Paulo Alexandre Luís Botelho Moniz (1969–) |                                                       | 29 de março de 2022                           | 25 de março de 2024                                                                              | CDN (suplente) CAE (coordenador PSD) COF (suplente) CEOPPH (suplente)     |         | Social Democrata |
| Francisco José Duarte Pimentel (1959–) |                                                       | 29 de março de 2022                           | 25 de março de 2024                                                                              | CNECP CAP CAPOTPL (suplente)                                              |         | Social Democrata |
| Círculo de Aveiro (7) |                                                       |                                               |                                                                                                  |                                                                           |         |                  |
| António Milton Topa Gomes (1972–) |                                                       | 29 de março de 2022                           | 25 de março de 2024                                                                              | CEOPPH (coordenador PSD) CEC (suplente) CAEn (suplente)                   |         | Social Democrata |
| Maria Paula da Graça Cardoso (1962–) |                                                       | 29 de março de 2022                           | 25 de março de 2024                                                                              | CACDLG CNECP (suplente) COF (suplente) CTSSI (suplente)                   |         | Social Democrata |
| Ricardo Bastos Sousa (1981–) |                                                       | 29 de março de 2022                           | 25 de março de 2024                                                                              | CNECP CAE CTED                                                            |         | Social Democrata |
| Helga Alexandra Freire Correia (1977–) |                                                       | 29 de março de 2022                           | 25 de março de 2024                                                                              | CDN CS (suplente) CTSSI                                                   |         | Social Democrata |
| Rui Miguel Rocha da Cruz (1971–) |                                                       | 29 de março de 2022                           | 25 de março de 2024                                                                              | CEC CTSSI (suplente) CTED                                                 |         | Social Democrata |
| Carla Manuela de Sousa Madureira (1974–) |                                                       | 29 de março de 2022                           | 25 de março de 2024                                                                              | CEC (suplente) CTSSI (suplente) CCCJD (coordenadora PSD)                  |         | Social Democrata |
| Rui Filipe Vilar Gomes (1985–) |                                                       | 29 de março de 2022                           | 25 de março de 2024                                                                              | CDN COF CCCJD (suplente)                                                  |         | Social Democrata |
| Círculo de Braga (8) |                                                       |                                               |                                                                                                  |                                                                           |         |                  |
| André Guimarães Coelho Lima (1974–) |                                                       | 29 de março de 2022                           | 25 de março de 2024                                                                              | CACDLG CTED                                                               |         | Social Democrata |
| Firmino José Rodrigues Marques (1958–) |                                                       | 29 de março de 2022                           | 25 de março de 2024                                                                              | CAE (suplente) CCCJD (suplente) CAPOTPL                                   |         | Social Democrata |
| Maria Clara Gonçalves Marques Mendes (1970–) |                                                       | 29 de março de 2022                           | 25 de março de 2024                                                                              | CACDLG (suplente) CAE CTSSI                                               |         | Social Democrata |
| Carlos Eduardo Vasconcelos Fernandes Ribeiro dos Reis (1984–)                                                                                                |                                                       | 29 de março de 2022                           | 25 de março de 2024                                                                              | CDN COF (suplente) CEOPPH                                                 |         | Social Democrata |
| Jorge Paulo da Silva Oliveira (1965–) |                                                       | 29 de março de 2022                           | 25 de março de 2024                                                                              | CDN COF CEOPPH (suplente) CAPOTPL                                         |         | Social Democrata |
| Maria Gabriela da Cunha Baptista Rodrigues da Fonseca (1958–)                                                                                                |                                                       | 29 de março de 2022                           | 25 de março de 2024                                                                              | CEC (suplente) CTSSI (suplente) CAPOTPL                                   |         | Social Democrata |
| Bruno Manuel Pereira Coimbra (1981–) |                                                       | 29 de março de 2022                           | 25 de março de 2024                                                                              | CNECP (suplente) CAEn (coordenador PSD)                                   |         | Social Democrata |
| Carlos Manuel de Brito Cação (1985–) |                                                       | 29 de março de 2022                           | 25 de março de 2024                                                                              | CAP CAEn                                                                  |         | Social Democrata |
| Círculo de Bragança (1) |                                                       |                                               |                                                                                                  |                                                                           |         |                  |
| Adão José Fonseca Silva (1957–) Vice-presidente da Assembleia da República                                                                                   |                                                       | 29 de março de 2022                           | 25 de março de 2024                                                                              | CDN (suplente) CAP (suplente)                                             |         | Social Democrata |
| Círculo de Castelo Branco (1) |                                                       |                                               |                                                                                                  |                                                                           |         |                  |
| Cláudia Sofia Farinha André (1971–) |                                                       | 29 de março de 2022                           | 25 de março de 2024                                                                              | CAP (suplente) CEC (coordenadora PSD) CAEn CCCJD (suplente)               |         | Social Democrata |
| Círculo de Coimbra (3) |                                                       |                                               |                                                                                                  |                                                                           |         |                  |
| Mónica Cláudia de Castro Quintela (1967–) |                                                       | 29 de março de 2022                           | 25 de março de 2024                                                                              | CACDLG (coordenadora PSD) CS (suplente) CTED (suplente)                   |         | Social Democrata |
| Maria de Fátima Simões Ramos do Vale Ferreira (1962–) |                                                       | 29 de março de 2022                           | 25 de março de 2024                                                                              | CAP CS CAPOTPL (suplente)                                                 |         | Social Democrata |
| João Paulo Lima Barbosa de Melo (1962–) |                                                       | 29 de março de 2022                           | 25 de março de 2024                                                                              | CAE (suplente) COF (suplente) CEOPPH (suplente) CAPOTPL                   |         | Social Democrata |
| Círculo de Évora (1) |                                                       |                                               |                                                                                                  |                                                                           |         |                  |
| Sónia Cristina Silva dos Ramos (1973–) |                                                       | 29 de março de 2022                           | 25 de março de 2024                                                                              | CAP CEC CTSSI (suplente)                                                  |         | Social Democrata |
| Círculo de Faro (3) |                                                       |                                               |                                                                                                  |                                                                           |         |                  |
| Luís Filipe Soromenho Gomes (1973–) Mandato suspenso de 15.09.2023 a 01.03.2024 Renunciou ao mandato a 01.03.2024                                            |                                                       | 29 de março de 2022                           | 15 de setembro de 2023 (suspendeu o mandato) 1 de março de 2024 (renunciou ao mandato)           | CAPOTPL                                                                   |         | Social Democrata |
| Rui Celestino dos Santos Cristina (1979–) |                                                       | 29 de março de 2022                           | 22 de janeiro de 2024 (assumiu o estatuto de deputado não inscrito)                              | CEOPPH (suplente) CS CAEn (suplente)                                      |         | Social Democrata |
| Ofélia Isabel Andrés da Conceição Ramos (1970–) |                                                       | 29 de março de 2022                           | 25 de março de 2024                                                                              | CACDLG CTSSI (suplente) CTED (suplente)                                   |         | Social Democrata |
| Dinis Manuel da Palma Faísca (1973–) Efetivo Temporário de 15.09.2023 a 01.03.2024 Efetivo Definitivo a partir de 01.03.2024                                 |                                                       | 15 de setembro de 2023                        | 25 de março de 2024                                                                              | CAPOTPL                                                                   |         | Social Democrata |
| Círculo de Fora da Europa (1) |                                                       |                                               |                                                                                                  |                                                                           |         |                  |
| António Alberto Maló de Abreu (1957–) Assumiu o estatuto de deputado não inscrito a 11.01.2024                                                               |                                                       | 29 de março de 2022                           | 11 de janeiro de 2024 (assumiu o estatuto de deputado não inscrito)                              | CNECP CS (presidente)                                                     |         | Social Democrata |
| Círculo da Guarda (1) |                                                       |                                               |                                                                                                  |                                                                           |         |                  |
| Gustavo de Sousa Duarte (1957–) Mandato suspenso entre 01.10.2022 e 29.03.2023 Renunciou ao mandato a 29.03.2023                                             |                                                       | 29 de março de 2022                           | 1 de outubro de 2022 (início da suspensão de mandato) 29 de março de 2023 (renunciou ao mandato) | CAP (suplente) CCCJD CAPOTPL (suplente)                                   |         | Social Democrata |
| João José Pina Prata (1963–) Efetivo Temporário entre 01.10.2022 e 29.03.2023 Efetivo Definitivo a partir de 29.03.2023                                      |                                                       | 1 de outubro de 2022                          | 25 de março de 2024                                                                              | CAP (suplente) CCCJD CAPOTPL (suplente)                                   |         | Social Democrata |
| Círculo de Leiria (4) |                                                       |                                               |                                                                                                  |                                                                           |         |                  |
| Paulo Cardoso Correia da Mota Pinto (1966–) Líder do Grupo Parlamentar do PSD entre 29.03.2022 e 13.07.2022 Mandato suspenso entre 09.09.2022 e 25.02.2023   |                                                       | 29 de março de 2022                           | 9 de setembro de 2022 (início da suspensão de mandato)                                           | —                                                                         |         | Social Democrata |
| Paulo Cardoso Correia da Mota Pinto (1966–) Líder do Grupo Parlamentar do PSD entre 29.03.2022 e 13.07.2022 Mandato suspenso entre 09.09.2022 e 25.02.2023   | 25 de fevereiro de 2023 (fim da suspensão de mandato) | 25 de março de 2024                           | CDN (suplente)                                                                                   |                                                                           |         | Social Democrata |
| Hugo Patrício Martinho de Oliveira (1974–) |                                                       | 29 de março de 2022                           | 25 de março de 2024                                                                              | CDN CS (suplente) CAEn                                                    |         | Social Democrata |
| Olga Cristina Fino Silvestre (1964–) |                                                       | 29 de março de 2022                           | 25 de março de 2024                                                                              | CNECP CDN CTSSI (suplente) CTED (suplente)                                |         | Social Democrata |
| João Manuel Gomes Marques (1959–) |                                                       | 29 de março de 2022                           | 25 de março de 2024                                                                              | CAP CEC (suplente) CAEn (suplente)                                        |         | Social Democrata |
| João Carlos Barreiras Duarte (1964–) Efetivo Temporário |                                                       | 9 de setembro de 2022                         | 25 de fevereiro de 2023                                                                          | CDN (suplente) CCCJD                                                      |         | Social Democrata |
| Círculo de Lisboa (13) |                                                       |                                               |                                                                                                  |                                                                           |         |                  |
| Ricardo Augustus Guerreiro Baptista Leite (1980–) Mandato suspenso a partir de 17.05.2023 a 14.11.2023 Renunciou ao mandato a 14.11.2023                     |                                                       | 29 de março de 2022                           | 17 de maio de 2023 (suspendeu o mandato) 14 de novembro de 2023 (renunciou ao mandato)           | CNECP (suplente) CS                                                       |         | Social Democrata |
| José Maria Lopes Silvano (1957–) |                                                       | 29 de março de 2022                           | 25 de março de 2024                                                                              | CAE CAPOTPL (suplente)                                                    |         | Social Democrata |
| Isabel Maria Meireles Teixeira (1954–) |                                                       | 29 de março de 2022                           | 25 de março de 2024                                                                              | CNECP (suplente) CAE CTSSI (presidente)                                   |         | Social Democrata |
| Joaquim José Miranda Sarmento (1978–) Líder do Grupo Parlamentar do PSD a partir de 13.07.2022                                                               |                                                       | 29 de março de 2022                           | 25 de março de 2024                                                                              | --                                                                        |         | Social Democrata |
| Duarte Rogério Matos Ventura Pacheco (1965–) Secretário da Mesa da Assembleia da República                                                                   |                                                       | 29 de março de 2022                           | 25 de março de 2024                                                                              | CNECP CAE (suplente) COF (coordenador PSD)                                |         | Social Democrata |
| Lina Maria Cardoso Lopes (1961–) |                                                       | 29 de março de 2022                           | 25 de março de 2024                                                                              | CACDLG (suplente) CTSSI (suplente) CTED                                   |         | Social Democrata |
| Tiago da Mota Veiga Moreira de Sá (1971–) |                                                       | 29 de março de 2022                           | 25 de março de 2024                                                                              | CNECP (coordenador PSD) CAE                                               |         | Social Democrata |
| António Pedro Roque da Visitação Oliveira (1963–) |                                                       | 29 de março de 2022                           | 25 de março de 2024                                                                              | CNECP CDN (suplente) CTSSI                                                |         | Social Democrata |
| Joana Catarina Barata Reis Lopes (1985–) |                                                       | 29 de março de 2022                           | 25 de março de 2024                                                                              | CEC CTSSI CAPOTPL (suplente)                                              |         | Social Democrata |
| Alexandre Damasceno da Silva Poço (1992–) |                                                       | 29 de março de 2022                           | 25 de março de 2024                                                                              | CEOPPH (suplente) CEC (suplente) CAEn (suplente) CCCJD                    |         | Social Democrata |
| António Manuel Pimenta Prôa (1969–) |                                                       | 29 de março de 2022                           | 25 de março de 2024                                                                              | CDN (coordenador PSD) CEOPPH CAEn (suplente)                              |         | Social Democrata |
| Maria Emília Apolinário Sota Felicíssimo (1957–) |                                                       | 29 de março de 2022                           | 25 de março de 2024                                                                              | CAE CEC CCCJD (suplente)                                                  |         | Social Democrata |
| Alexandre Bernardo de Macedo e Lopes Simões (1974–) |                                                       | 29 de março de 2022                           | 25 de março de 2024                                                                              | COF CAEn                                                                  |         | Social Democrata |
| João Carlos da Silva Bastos Dias Coelho (1963–) Efetivo Temporário de 17.05.2023 a 14.11.2023 Efetivo Definitivo a partir de 14.11.2023                      |                                                       | 17 de maio de 2023                            | 25 de março de 2024                                                                              | CNECP (suplente) CS (suplente) CAEn                                       |         | Social Democrata |
| Círculo da Madeira (3) |                                                       |                                               |                                                                                                  |                                                                           |         |                  |
| Mário Sérgio Quaresma Gonçalves Marques (1957–) Renunciou ao mandato a 18.01.2023                                                                            |                                                       | 29 de março de 2022                           | 18 de janeiro de 2023 (renunciou ao mandato)                                                     | CNECP (suplente) CAE COF (suplente)                                       |         | Social Democrata |
| Sara Martins Marques dos Santos Madruga da Costa (1978–) |                                                       | 29 de março de 2022                           | 25 de março de 2024                                                                              | CACDLG COF (suplente) CAP (suplente) CTED (coordenadora PSD)              |         | Social Democrata |
| Cláudia Patrícia Homem de Gouveia Dantas (1972–) |                                                       | 29 de março de 2022                           | 25 de março de 2024                                                                              | CAE (suplente) COF CEOPPH CS (suplente) CAEn (suplente)                   |         | Social Democrata |
| João Dinis Santos Ramos (1996–) Efetivo Definitivo a partir de 18.01.2023                                                                                    |                                                       | 18 de janeiro de 2023                         | 25 de março de 2024                                                                              | CNECP (suplente) CEC (suplente) CCCJD                                     |         | Social Democrata |
| Círculo do Porto (14) |                                                       |                                               |                                                                                                  |                                                                           |         |                  |
| Sofia Helena Correia Fernandes Sousa Matos (1990–) |                                                       | 29 de março de 2022                           | 25 de março de 2024                                                                              | CACDLG (suplente) CAPOTPL (coordenadora PSD) CTED                         |         | Social Democrata |
| Rui Fernando da Silva Rio (1957–) Presidente do PSD até 30.06.2022 Renunciou ao mandato a 14.09.2022                                                         |                                                       | 29 de março de 2022                           | 14 de setembro de 2022 (renunciou ao mandato)                                                    | —                                                                         |         | Social Democrata |
| Paulo César Rios de Oliveira (1965–) |                                                       | 29 de março de 2022                           | 25 de março de 2024                                                                              | CEOPPH CCCJD (suplente) CTED (suplente)                                   |         | Social Democrata |
| Catarina Leite de Faria da Rocha Ferreira (1980–) |                                                       | 29 de março de 2022                           | 25 de março de 2024                                                                              | CACDLG (suplente) CAE CTED (suplente)                                     |         | Social Democrata |
| Afonso Gonçalves da Silva Oliveira (1964–) |                                                       | 29 de março de 2022                           | 25 de março de 2024                                                                              | CNECP (suplente) COF (suplente) CEOPPH (presidente)                       |         | Social Democrata |
| Hugo Miguel de Sousa Carneiro (1982–) |                                                       | 29 de março de 2022                           | 25 de março de 2024                                                                              | CACDLG (suplente) COF CEOPPH (suplente)                                   |         | Social Democrata |
| Márcia Isabel Duarte Passos Resende (1969–) |                                                       | 29 de março de 2022                           | 1 de janeiro de 2024 (renunciou ao mandato)                                                      | CACDLG (suplente) CEOPPH CTED                                             |         | Social Democrata |
| Paulo Fernando de Sousa Ramalho (1968–) |                                                       | 29 de março de 2022                           | 25 de março de 2024                                                                              | CAE (suplente) CAP (coordenador PSD) CAEn (suplente)                      |         | Social Democrata |
| Rui Pedro Guimarães de Melo Carvalho Lopes (1989–) |                                                       | 29 de março de 2022                           | 25 de março de 2024                                                                              | CS CCCJD (suplente)                                                       |         | Social Democrata |
| Maria Germana de Sousa Rocha (1968–) |                                                       | 29 de março de 2022                           | 25 de março de 2024                                                                              | CAP (suplente) CEC CAPOTPL                                                |         | Social Democrata |
| Paulo Miguel da Silva Santos (1971–) |                                                       | 29 de março de 2022                           | 25 de março de 2024                                                                              | CDN (suplente) CAE CS CAPOTPL (suplente)                                  |         | Social Democrata |
| Joaquim José Pinto Moreira (1968–) Mandato suspenso entre 27.03.2023 e 29.05.2023 Renunciou ao mandato a 14.09.2023                                          |                                                       | 29 de março de 2022                           | 27 de março de 2023 (início da suspensão de mandato)                                             | CACDLG (suplente) CDN CTED (suplente)                                     |         | Social Democrata |
| Joaquim José Pinto Moreira (1968–) Mandato suspenso entre 27.03.2023 e 29.05.2023 Renunciou ao mandato a 14.09.2023                                          | 29 de maio de 2023 (fim da suspensão de mandato)      | 14 de setembro de 2023 (renunciou ao mandato) | CDN CS (suplente)                                                                                |                                                                           |         | Social Democrata |
| Andreia Carina Machado da Silva Neto (1980–) Mandato suspenso entre 09.01.2023 e 07.03.2023                                                                  |                                                       | 29 de março de 2022                           | 9 de janeiro de 2023 (início da suspensão de mandato)                                            | CACDLG CEC (suplente)                                                     |         | Social Democrata |
| Andreia Carina Machado da Silva Neto (1980–) Mandato suspenso entre 09.01.2023 e 07.03.2023                                                                  | 7 de março de 2023 (fim da suspensão de mandato)      | 25 de março de 2024                           | CACDLG CEC (suplente)                                                                            |                                                                           |         | Social Democrata |
| Firmino Jorge Anjos Pereira (1962–) |                                                       | 29 de março de 2022                           | 25 de março de 2024                                                                              | CDN CEC (suplente) CAPOTPL (suplente)                                     |         | Social Democrata |
| António Duarte Conde Almeida da Cunha (1969–) Efetivo Definitivo                                                                                             |                                                       | 14 de setembro de 2022                        | 25 de março de 2024                                                                              | CNECP (suplente) CEC (coordenador PSD)                                    |         | Social Democrata |
| Rosina Patrícia Ribeiro Pereira (1992–) Efetiva Temporária de 09.01.2023 a 07.03.2023 e de 27.03.2023 a 29.05.2023 Efetiva Definitiva a partir de 14.09.2023 |                                                       | 9 de janeiro de 2023                          | 7 de março de 2023                                                                               | —                                                                         |         | Social Democrata |
| Rosina Patrícia Ribeiro Pereira (1992–) Efetiva Temporária de 09.01.2023 a 07.03.2023 e de 27.03.2023 a 29.05.2023 Efetiva Definitiva a partir de 14.09.2023 | 27 de março de 2023                                   | 29 de maio de 2023                            | —                                                                                                |                                                                           |         | Social Democrata |
| Rosina Patrícia Ribeiro Pereira (1992–) Efetiva Temporária de 09.01.2023 a 07.03.2023 e de 27.03.2023 a 29.05.2023 Efetiva Definitiva a partir de 14.09.2023 | 14 de setembro de 2023                                | 25 de março de 2024                           | COF CS (suplente)                                                                                |                                                                           |         | Social Democrata |
| César Jorge da Silva Vasconcelos (1982–) Efetivo Definitivo                                                                                                  |                                                       | 1 de janeiro de 2024                          | 25 de março de 2024                                                                              | —                                                                         |         | Social Democrata |
| Círculo de Santarém (3) |                                                       |                                               |                                                                                                  |                                                                           |         |                  |
| Isaura Maria Elias Crisóstomo Bernardino Morais (1966–) |                                                       | 29 de março de 2022                           | 25 de março de 2024                                                                              | COF (suplente) CAPOTPL (presidente)                                       |         | Social Democrata |
| João Manuel Moura Rodrigues (1971–) |                                                       | 29 de março de 2022                           | 25 de março de 2024                                                                              | CACDLG (suplente) CAP CAEn (suplente)                                     |         | Social Democrata |
| Maria Inês Leiria Barroso (1965–) |                                                       | 29 de março de 2022                           | 25 de março de 2024                                                                              | CEC CS (suplente) CCCJD                                                   |         | Social Democrata |
| Círculo de Setúbal (3) |                                                       |                                               |                                                                                                  |                                                                           |         |                  |
| Nuno Miguel Oliveira de Carvalho (1982–) |                                                       | 29 de março de 2022                           | 25 de março de 2024                                                                              | CNECP (suplente) CAE (suplente) CEOPPH (suplente) CTSSI (coordenador PSD) |         | Social Democrata |
| Fernando Mimoso Negrão (1955–) |                                                       | 29 de março de 2022                           | 25 de março de 2024                                                                              | CACDLG (presidente) CDN (suplente)                                        |         | Social Democrata |
| Maria Fernanda Pardaleiro Velez (1961–) |                                                       | 29 de março de 2022                           | 25 de março de 2024                                                                              | CAP (suplente) CS CCCJD                                                   |         | Social Democrata |
| Círculo de Viana do Castelo (3) |                                                       |                                               |                                                                                                  |                                                                           |         |                  |
| Jorge Salgueiro Mendes (1965–) |                                                       | 29 de março de 2022                           | 25 de março de 2024                                                                              | CEOPPH CS (suplente) CAEn                                                 |         | Social Democrata |
| Maria Emília e Sousa Cerqueira (1971–) |                                                       | 29 de março de 2022                           | 25 de março de 2024                                                                              | CACDLG CAP (suplente) CTSSI CTED (suplente)                               |         | Social Democrata |
| João Carlos Araújo Rego Montenegro (1977–) |                                                       | 29 de março de 2022                           | 25 de março de 2024                                                                              | CNECP CDN (suplente) CCCJD (suplente)                                     |         | Social Democrata |
| Círculo de Vila Real (2) |                                                       |                                               |                                                                                                  |                                                                           |         |                  |
| Artur José Montenegro Soveral Freire de Andrade (1959–) |                                                       | 29 de março de 2022                           | 25 de março de 2024                                                                              | COF CAP CTED                                                              |         | Social Democrata |
| Cláudia Patrícia Quitério Bento (1983–) Mandato suspenso de 01.09.2023 a 14.12.2023                                                                          |                                                       | 29 de março de 2022                           | 1 de setembro de 2023 (início da suspensão de mandato)                                           | CS CAEn (suplente) CCCJD                                                  |         | Social Democrata |
| Cláudia Patrícia Quitério Bento (1983–) Mandato suspenso de 01.09.2023 a 14.12.2023                                                                          | 14 de dezembro de 2023 (fim da suspensão de mandato)  | 25 de março de 2024                           | CCCJD                                                                                            |                                                                           |         | Social Democrata |
| André Pereira Cardoso Marques (1983–) Efetivo Temporário |                                                       | 1 de setembro de 2023                         | 14 de dezembro de 2023                                                                           | --                                                                        |         | Social Democrata |
| Círculo de Viseu (4) |                                                       |                                               |                                                                                                  |                                                                           |         |                  |
| Hugo Daniel Alves Martins de Carvalho (1990–) |                                                       | 29 de março de 2022                           | 25 de março de 2024                                                                              | COF (suplente) CEOPPH (suplente) CAEn                                     |         | Social Democrata |
| António Guilherme de Jesus Pais de Almeida (1967–) |                                                       | 29 de março de 2022                           | 25 de março de 2024                                                                              | CS CCCJD CAPOTPL (suplente)                                               |         | Social Democrata |
| Cristiana Maria da Silva Ferreira (1974–) |                                                       | 29 de março de 2022                           | 25 de março de 2024                                                                              | CACDLG (suplente) CDN CCCJD (suplente) CTED (suplente)                    |         | Social Democrata |
| Hugo João Ribeiro Maravilha (1981–) |                                                       | 29 de março de 2022                           | 25 de março de 2024                                                                              | CAP (suplente) CTSSI                                                      |         | Social Democrata |

### CH - Grupo Parlamentar do CHEGA (12 deputados)
|                                                                    |         |                     |                     |                                                                  |         |         |
| Grupo Parlamentar CH                                               |         |                     |                     |                                                                  |         |         |
| Deputado (Nascimento–Morte)                                        | Retrato | Início do mandato   | Fim do mandato      | Comissões parlamentares                                          | Partido | Partido |
| Círculo de Aveiro (1)                                              |         |                     |                     |                                                                  |         |         |
| Jorge Manuel de Valsassina Galveias Rodrigues (1952–)              |         | 29 de março de 2022 | 25 de março de 2024 | CTSSI (coordenador CH) CCCJD (coordenador CH)                    |         | CHEGA   |
| Círculo de Braga (1)                                               |         |                     |                     |                                                                  |         |         |
| António Filipe Dias Melo Peixoto (1988–)                           |         | 29 de março de 2022 | 25 de março de 2024 | CAE (suplente) CEOPPH (coordenador CH) CS (suplente)             |         | CHEGA   |
| Círculo de Faro (1)                                                |         |                     |                     |                                                                  |         |         |
| Pedro Miguel Soares Pinto (1977–) Líder do Grupo Parlamentar do CH |         | 29 de março de 2022 | 25 de março de 2024 | CACDLG (Vice-Presidente) CCCJD (suplente)                        |         | CHEGA   |
| Círculo de Leiria (1)                                              |         |                     |                     |                                                                  |         |         |
| Gabriel Sérgio Mithá Ribeiro (1965–)                               |         | 29 de março de 2022 | 25 de março de 2024 | CEC (coordenador CH) CAEn (suplente)                             |         | CHEGA   |
| Círculo de Lisboa (4)                                              |         |                     |                     |                                                                  |         |         |
| André Claro Amaral Ventura (1983–) Presidente do CH                |         | 29 de março de 2022 | 25 de março de 2024 | —                                                                |         | CHEGA   |
| Rui Paulo Duque Sousa (1967–)                                      |         | 29 de março de 2022 | 25 de março de 2024 | CDN (suplente) COF (suplente) CTED (Vice-Presidente)             |         | CHEGA   |
| Rita Maria Cid Matias (1998–)                                      |         | 29 de março de 2022 | 25 de março de 2024 | CEC (suplente) CAEn (coordenadora CH)                            |         | CHEGA   |
| Pedro Manuel de Andrade Pessanha Fernandes (1966–)                 |         | 29 de março de 2022 | 25 de março de 2024 | CNECP (suplente) CDN (coordenador CH)                            |         | CHEGA   |
| Círculo do Porto (2)                                               |         |                     |                     |                                                                  |         |         |
| Rui Pedro da Silva Afonso (1979–)                                  |         | 29 de março de 2022 | 25 de março de 2024 | COF (Vice-Presidente) CEOPPH (suplente) CTSSI (suplente)         |         | CHEGA   |
| Diogo Velez Mouta Pacheco de Amorim (1949–)                        |         | 29 de março de 2022 | 25 de março de 2024 | CNECP (Vice-Presidente) CAP (suplente) CAPOTPL (suplente)        |         | CHEGA   |
| Círculo de Santarém (1)                                            |         |                     |                     |                                                                  |         |         |
| Pedro Saraiva Gonçalves dos Santos Frazão (1975–)                  |         | 29 de março de 2022 | 25 de março de 2024 | CAP (Vice-Presidente) CS (coordenador CH) CTED (suplente)        |         | CHEGA   |
| Círculo de Setúbal (1)                                             |         |                     |                     |                                                                  |         |         |
| Bruno Miguel de Oliveira Nunes (1976–)                             |         | 29 de março de 2022 | 25 de março de 2024 | CACDLG (suplente) CAE (coordenador CH) CAPOTPL (Vice-Presidente) |         | CHEGA   |

### IL - Grupo Parlamentar da Iniciativa Liberal (8 deputados)
|                                                                                      |         |                     |                     |                                                                                    |         |         |
| Grupo Parlamentar IL                                                                 |         |                     |                     |                                                                                    |         |         |
| Deputado (Nascimento–Morte)                                                          | Retrato | Início do mandato   | Fim do mandato      | Comissões parlamentares                                                            | Partido | Partido |
| Círculo de Braga (1)                                                                 |         |                     |                     |                                                                                    |         |         |
| Rui Nuno de Oliveira Garcia da Rocha (1970–) Presidente da IL a partir de 22.01.2023 |         | 29 de março de 2022 | 25 de março de 2024 | —                                                                                  |         | Liberal |
| Círculo de Lisboa (4)                                                                |         |                     |                     |                                                                                    |         |         |
| João Fernando Cotrim de Figueiredo (1961–) Presidente da IL até 22.01.2023           |         | 29 de março de 2022 | 25 de março de 2024 | CACDLG (suplente) COF (coordenador IL) CAP (coordenador IL) CEC (suplente)         |         | Liberal |
| Carla Maria Proença de Castro Charters de Azevedo (1978–)                            |         | 29 de março de 2022 | 25 de março de 2024 | CEOPPH (suplente) CEC (coordenadora IL) CS (suplente) CTSSI (coordenadora IL)      |         | Liberal |
| Rodrigo Miguel Dias Saraiva (1976–) Líder do Grupo Parlamentar da IL                 |         | 29 de março de 2022 | 25 de março de 2024 | CNECP (coordenador IL) CDN (coordenador IL) CAE (suplente) CTED (suplente)         |         | Liberal |
| Bernardo Alves Martinho Amaral Blanco (1995–)                                        |         | 29 de março de 2022 | 25 de março de 2024 | CNECP (suplente) CAE (coordenador IL) CAEn (coordenador IL) CCCJD (suplente)       |         | Liberal |
| Círculo do Porto (2)                                                                 |         |                     |                     |                                                                                    |         |         |
| Carlos Manuel Guimarães Oliveira Pinto (1983–)                                       |         | 29 de março de 2022 | 25 de março de 2024 | COF (suplente) CEOPPH (coordenador IL) CAP (suplente) CTED (coordenador IL)        |         | Liberal |
| Ana Patrícia Costa Gilvaz (1997–)                                                    |         | 29 de março de 2022 | 25 de março de 2024 | CACDLG (coordenadora IL) CDN (suplente) CCCJD (coordenadora IL) CAPOTPL (suplente) |         | Liberal |
| Círculo de Setúbal (1)                                                               |         |                     |                     |                                                                                    |         |         |
| Joana Rita Madaleno Cordeiro (1984–)                                                 |         | 29 de março de 2022 | 25 de março de 2024 | CS (coordenadora IL) CTSSI (suplente) CAEn (suplente) CAPOTPL (coordenador IL)     |         | Liberal |

### PCP - Grupo Parlamentar do Partido Comunista Português (6 deputados)
| |                        |                       |                                                                                       | |         |           |
| Grupo Parlamentar PCP |                        |                       |                                                                                       | |         |           |
| Deputado (Nascimento–Morte)                                                                                                  | Retrato                | Início do mandato     | Fim do mandato                                                                        | Comissões parlamentares                                                                              | Partido | Partido   |
| Círculo de Beja (1) |                        |                       |                                                                                       | |         |           |
| João Manuel Ildefonso Dias (1973–)                                                                                           |                        | 29 de março de 2022   | 25 de março de 2024                                                                   | CNECP (suplente) CDN (coordenador PCP) CAP (coordenador PCP) CS (coordenador PCP)                    |         | Comunista |
| Círculo de Lisboa (2) |                        |                       |                                                                                       | |         |           |
| Jerónimo Carvalho de Sousa (1947–) Secretário-geral do PCP até 12.11.2022                                                    |                        | 29 de março de 2022   | 8 de novembro de 2022 (renunciou ao mandato)                                          | — |         | Comunista |
| Alma Benedetti Croce Rivera (1991–)                                                                                          |                        | 29 de março de 2022   | 25 de março de 2024                                                                   | CACDLG (coordenadora PCP) CEC (suplente) CTSSI (suplente) CCCJD (suplente) CTED (coordenadora PCP)   |         | Comunista |
| Duarte Le Falher de Campos Alves (1991–) Efetivo Definitivo                                                                  |                        | 8 de novembro de 2022 | 25 de março de 2024                                                                   | CAE (suplente) COF (coordenador PCP) CEOPPH (suplente) CAEn (coordenador PCP)                        |         | Comunista |
| Círculo do Porto (1) |                        |                       |                                                                                       | |         |           |
| Diana Jorge Martins Ferreira (1981–) Mandato suspenso entre 07.09.2022 e 07.03.2023 Renunciou ao mandato a 07.03.2023        |                        | 29 de março de 2022   | 7 de setembro de 2022 (suspendeu o mandato) 7 de março de 2023 (renunciou ao mandato) | — |         | Comunista |
| Manuel Vicente de Sousa Lima Loff (1965–) Efetivo Definitivo Renunciou ao mandato a 15.09.2023                               |                        | 7 de março de 2023    | 15 de setembro de 2023 (renunciou ao mandato)                                         | CAP (suplente) CEC CTSSI CAEn (suplente)                                                             |         | Comunista |
| Manuel Alfredo da Rocha Maia (1962–) Efetivo Temporário de 07.09.2022 a 07.03.2023 Efetivo Definitivo a partir de 15.09.2023 |                        | 7 de setembro de 2022 | 7 de março de 2023                                                                    | CAP (suplente) CEC CTSSI CCCJD (suplente) CAEn (suplente) CAPOTPL (suplente)                         |         | Comunista |
| Manuel Alfredo da Rocha Maia (1962–) Efetivo Temporário de 07.09.2022 a 07.03.2023 Efetivo Definitivo a partir de 15.09.2023 | 15 de setembro de 2023 | 25 de março de 2024   | CAP (suplente) CEC CTSSI CAEn (suplente)                                              | |         | Comunista |
| Círculo de Setúbal (2) |                        |                       |                                                                                       | |         |           |
| Paula Alexandra Sobral Guerreiro Santos Barbosa (1980–) Líder do Grupo Parlamentar do PCP                                    |                        | 29 de março de 2022   | 25 de março de 2024                                                                   | CACDLG (suplente) CS (suplente) CCCJD (coordenadora PCP) CAPOTPL (coordenadora PCP) CTED (suplente)  |         | Comunista |
| Bruno Ramos Dias (1976–) |                        | 29 de março de 2022   | 25 de março de 2024                                                                   | CNECP (coordenador PCP) CDN (suplente) CAE (coordenador PCP) COF (suplente) CEOPPH (coordenador PCP) |         | Comunista |

### BE - Grupo Parlamentar do Bloco de Esquerda (5 deputados)
| |                                                    |                         | | |         |           |
| Grupo Parlamentar BE |                                                    |                         | | |         |           |
| Deputado (Nascimento–Morte)                                                                                               | Retrato                                            | Início do mandato       | Fim do mandato | Comissões parlamentares                                                                                                  | Partido | Partido   |
| Círculo de Lisboa (2) |                                                    |                         | | |         |           |
| Mariana Rodrigues Mortágua (1986–) Coordenadora do BE a partir de 28.05.2023                                              |                                                    | 29 de março de 2022     | 25 de março de 2024                                                                                                   | CNECP (suplente) COF (coordenadora BE) CAEn (suplente) CCCJD (suplente)                                                  |         | Bloquista |
| Pedro Filipe Gomes Soares (1979–) Líder do Grupo Parlamentar do BE                                                        |                                                    | 29 de março de 2022     | 25 de março de 2024                                                                                                   | CACDLG (coordenador BE) CAE (suplente) COF (suplente) CAP (coordenador BE) CAEn (coordenador BE) CTED (suplente)         |         | Bloquista |
| Círculo do Porto (2) |                                                    |                         | | |         |           |
| Catarina Soares Martins (1973–) Coordenadora do BE até 28.05.2023 Renunciou ao mandato a 14.09.2023                       |                                                    | 29 de março de 2022     | 14 de setembro de 2023 (renunciou ao mandato)                                                                         | CS (coordenadora BE) CTED (coordenadora BE)                                                                              |         | Bloquista |
| José Borges de Araújo de Moura Soeiro (1984–) Mandato suspenso entre 11.02.2023 e 12.08.2023                              |                                                    | 29 de março de 2022     | 11 de fevereiro de 2023 (início da suspensão de mandato)                                                              | CNECP (coordenador BE) CDN (suplente) CEOPPH (suplente) CS (suplente) CTSSI (coordenador BE) CAPOTPL (coordenador BE)    |         | Bloquista |
| José Borges de Araújo de Moura Soeiro (1984–) Mandato suspenso entre 11.02.2023 e 12.08.2023                              | 12 de agosto de 2023 (fim da suspensão de mandato) | 25 de março de 2024     | CNECP (coordenador BE) CDN (suplente) CEOPPH (suplente) CS (suplente) CTSSI (coordenador BE) CAPOTPL (coordenador BE) | |         | Bloquista |
| Isabel Cristina Rua Pires (1990–) Efetiva Temporária de 11.02.2023 a 12.08.2023 Efetiva Definitiva a partir de 14.09.2023 |                                                    | 11 de fevereiro de 2023 | 12 de agosto de 2023                                                                                                  | CNECP (coordenadora BE) CDN (suplente) CEOPPH (suplente) CS (suplente) CTSSI (coordenadora BE) CAPOTPL (coordenadora BE) |         | Bloquista |
| Isabel Cristina Rua Pires (1990–) Efetiva Temporária de 11.02.2023 a 12.08.2023 Efetiva Definitiva a partir de 14.09.2023 | 14 de setembro de 2023                             | 25 de março de 2024     | CAE (coordenadora BE) CEOPPH (coordenadora BE) CS (coordenadora BE)                                                   | |         | Bloquista |
| Círculo de Setúbal (1) |                                                    |                         | | |         |           |
| Joana Rodrigues Mortágua (1986–)                                                                                          |                                                    | 29 de março de 2022     | 25 de março de 2024                                                                                                   | CACDLG (suplente) CDN (coordenadora BE) CAP (suplente) CEC (coordenadora BE) CTSSI (suplente) CCCJD (coordenadora BE)    |         | Bloquista |

### PAN - Pessoas–Animais–Natureza (deputado único)
|                                                                               |         |                     |                     |                         |         |         |
| PAN                                                                           |         |                     |                     |                         |         |         |
| Deputado (Nascimento–Morte)                                                   | Retrato | Início do mandato   | Fim do mandato      | Comissões parlamentares | Partido | Partido |
| Círculo de Lisboa (1)                                                         |         |                     |                     |                         |         |         |
| Paula Inês Alves de Sousa Real (1980–) Deputada única do PAN Porta-voz do PAN |         | 29 de março de 2022 | 25 de março de 2024 | CACDLG COF CAEn         |         | PAN     |

### L - LIVRE (deputado único)
|                                                                                    |         |                     |                     |                         |         |         |
| L                                                                                  |         |                     |                     |                         |         |         |
| Deputado (Nascimento–Morte)                                                        | Retrato | Início do mandato   | Fim do mandato      | Comissões parlamentares | Partido | Partido |
| Círculo de Lisboa (1)                                                              |         |                     |                     |                         |         |         |
| Rui Miguel Marcelino Tavares Pereira (1972–) Deputado único do L Co-porta-voz do L |         | 29 de março de 2022 | 25 de março de 2024 | CACDLG CEOPPH CAEn      |         | L       |

### Deputados não inscritos (2; 2024-presente)
|                                                                                                |         |                       |                     |                                                        |         |              |
| Deputado não inscrito                                                                          |         |                       |                     |                                                        |         |              |
| Deputado (Nascimento–Morte)                                                                    | Retrato | Início do mandato     | Fim do mandato      | Comissões Parlamentares                                | Partido | Partido      |
| Círculo de Faro (1)                                                                            |         |                       |                     |                                                        |         |              |
| Rui Celestino dos Santos Cristina (1979–)                                                      |         | 22 de janeiro de 2024 | 25 de março de 2024 | CEOPPH (suplente) CS (coordenador PSD) CAEn (suplente) |         | Independente |
| Círculo de Fora da Europa (1)                                                                  |         |                       |                     |                                                        |         |              |
| António Alberto Maló de Abreu (1957–) Assumiu o estatuto de deputado não inscrito a 11.01.2024 |         | 11 de janeiro de 2024 | 25 de março de 2024 | CNECP CS (presidente)                                  |         | Independente |